# Expo 2023
A Expo 2023 seria uma exposição mundial organizada pelo Bureau International des Expositions mas  foi cancelada devido à Covid 19  e à crise econômica pela qual passa a Argentina. na cidade de Buenos Aires, Argentina.

## Cidades candidatas e tema
As cidade que disputaram a Expo 2023 foram: Lodz, Minneapolis e Rio de Janeiro, que acabou abandonando a candidatura antes da escolha final. A etapa final da eleição ocorreu no dia 15 de novembro de 2017, em Paris, França.
Com o tema "Indústrias criativas em convergência digital", Buenos Aires seria a segunda cidade da América do Sul a sediar o evento, sendo a primeira o Rio de Janeiro em 1922, realizado desde meados do século XIX.